# جون تشارلتون
جون تشارلتون (بالإنجليزية: John A. Charlton)‏ سياسي كندي (5 جويلية 1907 - 28 جانفي 1977) كان عضو حزب المحافظين التقدمي في مجلس العموم الكندي، ولد ببرانتفورد، أونتاريو حيث أصبح طبيب بيطري ومزارع.
انتخب لأول مرة في برانت في الانتخابات العامة عام 1945 وخدم خمس فترات متتالية بالبرلمان الكندي من 20 إلى 24.